# The Show Must Go On
〈The Show Must Go On〉은 1991년 음반 《Innuendo》에 열두 번째이자 마지막 곡으로 등장하는 영국의 록 밴드 퀸의 노래다. 이 곡은 주로 브라이언 메이에 의해 작곡되었다. 이 노래는 그가 심각하게 아프다는 언론 추측에도 불구하고 에이즈 진단을 아직 대중에게 공개하지 않았지만 프레디 머큐리가 그의 생이 끝날 때까지 계속해 온 노력을 기록하고 있다. 머큐리는 1990년에 이 밴드가 이 노래를 녹음했을 때 너무 아팠기 때문에 5월에 그가 이 곡을 부를 수 있을지 여부에 대해 걱정했다. 머큐리의 공연을 상기시키면서, 메이는 이렇게 말했다. ' 프레디, 이 노래 너가 부르기가 가능할지 모르겠어'라고 말했다. 그리고 프레디는 'I'll fucking do it, darling('씨발 하지 뭐')'라고 말하고는 보드카를 한 잔 들이키고 부스에 들어가 보컬을 학대하는 식으로 불러 바로 끝내버렸다."
이 곡은 1991년 10월 14일 영국에서 머큐리가 죽기 6주 전, 《Greatest Hits II》 음반을 홍보하기 위해 싱글곡으로 발매되었다. 1991년 11월 24일 머큐리가 사망한 후 이 노래는 영국 차트에 다시 들어가 원래 발매 당시와 같이 상위 75위 안에 든 주일을 보냈는데, 처음에는 최고점인 16위에 달했다. 엘튼 존과 보컬의 라이브 버전은 퀸의 《Greatest Hits III》 음반에 나타났다.
이 곡은 엘튼 존의 리드 보컬과 블랙 사바스의 기타리스트 토니 아이오미가 리듬 기타를 연주하면서 퀸의 나머지 세 멤버들에 의해 공연된 프레디 머큐리 추모 콘서트 동안에 처음으로 라이브로 연주되었다. 그 이후 이 노래는 로저스와 함께 퀸 + 폴 로저스가 그의 생애 최고의 공연 중 하나를 인용하며 생중계되었다. 발매 이후, 이 노래는 TV, 영화, 그리고 많은 아티스트들에 의해 다뤄졌다.

## 인증
| 국가                                                            | 인증     | 판매량/출하량 |
| --------------------------------------------------------------- | -------- | ------------- |
| 프랑스 (SNEP)                                                   | 골드     | 250,000*      |
| 이탈리아 (FIMI)                                                 | 플래티넘 | 50,000        |
| 영국 (BPI)                                                      | 실버     | 200,000       |
| *판매량을 기반으로 한 인증 · 판매량+스트리밍을 기반으로 한 인증 |          |               |

## 참여 인원
- 프레디 머큐리 - 리드 보컬
- 브라이언 메이 - 일렉트릭 기타, 키보드, 프로그래밍, 백 보컬
- 로저 테일러 - 드럼, 백 보컬
- 존 디콘 - 베이스 기타[2][3]